# Magny-lès-Aubigny
Magny-lès-Aubigny è un comune francese di 194 abitanti situato nel dipartimento della Côte-d'Or nella regione della Borgogna-Franca Contea.

## Società

### Evoluzione demografica
Abitanti censiti